# اوسا-استپانوفکا
اوسا-استپانوفکا (انگلیسی: Usa-Stepanovka) یک شهرک در شهرستان بلاگووشچنسکی باشقیرستان کشور روسیه است.